# Балашов, Евгений Иванович
Евге́ний Ива́нович Балашо́в (4 марта 1920, Рыбинск, Ярославская губерния — 15 февраля 1990, Москва) — советский военный лётчик, участник Великой Отечественной войны, штурман 95-го гвардейского штурмового авиационного полка 5-й гвардейской штурмовой авиационной дивизии 2-го гвардейского штурмового авиационного корпуса 2-й воздушной армии 1-го Украинского фронта, гвардии старший лейтенант.
Герой Советского Союза (27.06.1945), майор запаса (28.04.1975).

## Биография
Родился 4 марта 1920 года в городе Рыбинске ныне Ярославской области в семье матроса Волжского речного пароходства. Русский. В 1923 году с родителями переехал в город Москву. Здесь окончил семилетнюю школу и в 1940 году автомеханический техникум. Во время учёбы занимался в аэроклубе Пролетарского района города Москвы. По окончании учёбы работал на 1-м государственном подшипниковом заводе.
В 1940 году добровольно ушёл в Красную армию. Был направлен в Балашовскую военно-авиационную школу пилотов. Здесь встретил начало Великой Отечественной войны. Окончив школу и курсы подготовки лётчиков-штурмовиков, осенью 1942 года был направлен на фронт.
22 октября 1942 года прибыл рядовым лётчиком в 950-й (с 1 мая 1943 года — 95-й гвардейский) штурмовой авиационный полк 267-й (с 1 мая 1943 года — 5-й гвардейской) штурмовой авиационной дивизии. В составе полка воевал до победного мая 1945 года, прошёл путь от рядового лётчика до штурмана полка.
Боевое крещение принял под Сталинградом на Юго-Западном фронте. В первых же сражениях молодой лётчик показал себя смелым, талантливым и мужественным штурмовиком, мастером штурмового удара. Он прекрасно овладел техникой пилотирования. В одном из вылетов самолёт Балашова был подбит, при возвращении домой был атакован немецкими истребителями. На плохо управляемой машине лётчик сумел сбить один «мессер» и вернуться на свой аэродром. 12 боевых вылетов совершил над Сталинградом лётчик-штурмовик Балашов. За отвагу и геройство он был награждён боевым орденом Красного Знамени. В 1943 году вступил в ВКП(б).
В феврале 1943 года в районе Дебальцево застопорилось движение наших подвижных соединений. Мешал сосредоточенный огонь вражеских орудий. На подавление артиллерии противника вылетела четвёрка штурмовиков во главе с Евгением Балашовым. На подходе к цели группа попала под жесточайший зенитный огонь. Самолёт Балашова получил прямое попадание. Но устойчивая машина не потеряла управления. Штурмовики точно накрыли батареи противника, с нескольких заходов подавили их. Однако едва отбомбились, как по радио получили новую задачу: атаковать «повисших» над нашими позициями трёх корректировщиков. С первого захода балашовцы сбили один самолёт. В это время из облаков на них свалилась группа истребителей. Самолёт Балашова загорелся. Сам лётчик был ранен в плечо. Не защищённую с хвоста машину добивали пушечным и пулемётным огнём несколько «мессершмиттов». Хвостовое оперение было разодрано в клочья. (Потом было подсчитано — двадцать восемь одних пушечных прямых попаданий в самолёт Балашова.)
На подходе к лесной поляне горящий самолёт буквально задевал макушки деревьев. Вырвавшись на свободное пространство, машина мгновенно провалилась вниз. По инерции она юзом скользнула вперёд, оставив позади отломившуюся хвостовую часть. Балашову хотел немедленно выскочить из кабины, но не смог: в результате обстрела фонарь намертво заклинило. Выбежавшие из леса танкисты были остановлены жестом лётчика — они могли бы тоже погибнуть при взрыве самолёта.
В минуту смертельной опасности Балашов совершил невозможное. Он вместе с парашютом пролез в маленький квадрат форточки, что сбоку на фонаре, в которую проходит только голова человека. Впоследствии в нормальных условиях никому не удалось повторить этот выход через форточку! Благодаря этому Балашов остался живым.
После госпиталя, летом 1943 года, Балашов вернулся в полк. В конце августа началось новое наступление в Донбассе. Впереди была сильно укреплённая железнодорожная станция города Артёмовска, к которой наземные части не смогли прорваться. Балашов повёл им на помощь восьмёрку штурмовиков. Несколько заходов сделали лётчики, расстреливая живую силу и технику яростно обороняющегося врага. Неприступная ранее станция была занята нашими войсками. Побывав в освобождённом Артёмовске, Балашов был свидетелем акта злодеяний гитлеровцев — в городе нашли замурованную шахту, в которой оказалось 5000 трупов мирных жителей.
10 сентября 1943 года Балашов получил боевое задание на штурмовку вражеского аэродрома. Но когда группа Балашова подходила к цели, то обнаружила ещё один аэродром, на который садились только что вернувшиеся с задания «юнкерсы». Упустить столь благоприятный случай было нельзя, и командир принял решение атаковать оба аэродрома. Результат — 19 уничтоженных Ju 88, два бензозаправщика и более 30 человек лётно-технического состава.
Осенью-зимой 1943—1944 годов Балашов освобождал Запорожье, штурмовал врага на реках Молочная, Днепр, Ингулец. В начале 1944 года был награждён орденом Отечественной войны 1-й степени.
Затем были боевые вылеты в небе Польши, Чехословакии, Германии. В то время старший лейтенант Балашов уже занимал должность штурмана полка, был награждён вторым орденом Красного Знамени.
К апрелю 1945 года гвардии старший лейтенант Балашов совершил 130 боевых вылетов на разведку и штурмовку железнодорожных узлов, аэродромов, скоплений войск противника. В этих вылетах им сбито 4 фашистских самолёта, уничтожено 25 танков, 60 автомашин, 8 паровозов и десятки железнодорожных вагонов, 3 цистерны с горючим, 5 складов с боеприпасами, 55 повозок, 7 полевых и 10 зенитных артиллерийских орудий, около 500 человек пехоты. Был представлен к званию Герой Советского Союза.
В боевой характеристике командир авиаполка П. Ф. Федотов в 1945 году писал:

Балашов Е. И. в полк прибыл рядовым летчиком и вырос до штурмана полка. Штурмовая подготовка и техника пилотирования отличные. На боевые задания всегда летает ведущим группы, в бою руководит смело и умело, сам проявляет мужество и героизм, увлекая за собой ведомых на отличное выполнение заданий.

Последний, 139-й, боевой вылет гвардии капитан Балашов совершил в небе Берлина.
Указом Президиума Верховного Совета СССР от 27 июня 1945 года за образцовое выполнение заданий командования и проявленные мужество и героизм в боях с немецко-фашистскими захватчиками гвардии старшему лейтенанту Балашову Евгению Ивановичу присвоено звание Героя Советского Союза с вручением ордена Ленина и медали «Золотая Звезда» (№ 8573).
После войны остался в армии. В 1947 году окончил Военно-воздушную академию. С 1955 года майор Балашов ушёл в запас по состоянию здоровья.
Жил в Москве. Вернулся на родной завод. Первое время был помощником начальника кузнечного цеха, секретарём партийной организации того же цеха и, наконец, инженером-конструктором. Скончался 15 февраля 1990 года.

## Награды
- Медаль «Золотая Звезда» Героя Советского Союза (№ 8573)
- Орден Ленина
- Два ордена Красного Знамени
- Два ордена Отечественной войны I степени
- Орден Красной Звезды
- Медали, в том числе:
  - «За боевые заслуги»
  - «За доблестный труд. В ознаменование 100-летия со дня рождения Владимира Ильича Ленина»
  - «За оборону Сталинграда»
  - «За победу над Германией»
  - «За взятие Берлина»
  - «За освобождение Праги»
  - «Ветеран труда»

## Память
- Похоронен на Кузьминском кладбище в Москве.
- Имя Героя высечено на памятнике в Рыбинске на Аллее Славы.